# Guerra di Barbastro
La guerra di Barbastro (nota anche come assedio di Barbastro) fu una spedizione indetta da papa Alessandro II e volta a riconquistare la città spagnola di Barbastro dai Mori. Un grande esercito composto da elementi provenienti da tutta l'Europa occidentale prese parte con successo all'assedio della città nel 1064. La guerra faceva parte della Reconquista, ma per il suo carattere internazionale e per l'imprimatur papale, anticipò le crociate dei due secoli successivi.

## Storia
Alessandro II predicò per primo la Reconquista nel 1063 come una "emergenza cristiana". Fu predicata anche in Borgogna con il permesso di Ugo di Cluny in quanto il fratello, Thomas de Chalon, era comandante dell'esercito.
Così, un grande esercito, principalmente di francesi e burgundi, insieme a un contingente pontificio, per lo più di italo-normanni e locali eserciti spagnoli, catalano e aragonese, era presente durante l'assedio. Il leader del contingente pontificio era il normanno Guglielmo di Montreuil. Il leader degli spagnoli era Sancho Ramírez, re di Aragona, il cui regno fu minacciato dai Mori a sud. La componente più grande, gli aquitani, era condotto dal Duca Geoffrey Guy.
Il duca di Aquitania condusse l'esercito attraverso il Pirenei a Somport. L'esercito catalano si unì a Gerona all'inizio del 1064. L'intero esercito marciò fino Graus, che aveva precedentemente resistito all'assalto due volte, e mosse contro Barbastro, che allora faceva parte della Taifa di Lleida governata da al-Muzaffar. La città fu assediata e cadde rapidamente. I crociati la saccheggiarono senza pietà e 50 000 musulmani furono uccisi.
I crociati conquistarono un ingente bottino con la cattura di molte donne e tesori saraceni.
Fu conferita ad Armengol III di Urgel la signoria della città. Nel 1065, il re della taifa di Saragozza, Al-Muqtadir, con l'aiuto degli altri regnanti di al-Andalus, riconquistò la città massacrando la piccola guarnigione.
Thibaut, il leader della Borgogna, morì per le ferite ricevute durante campagna, mentre tornava in Francia dopo la perdita della città nel 1065.
La guerra di Barbastro è considerata come una sorta di proto-Crociata, visto l'impulso che diede al movimento crociato in Francia.